# Birch Bay
Birch Bay és una concentració de població designada pel cens dels Estats Units a l'estat de Washington. Segons el cens del 2000 tenia 4.961 habitants.

## Demografia
Segons el cens del 2000, Birch Bay tenia 4.961 habitants, 2.125 habitatges, i 1.417 famílies. La densitat de població era de 121,2 habitants per km².
Dels 2.125 habitatges en un 27% hi vivien nens de menys de 18 anys, en un 53,5% hi vivien parelles casades, en un 9,3% dones solteres, i en un 33,3% no eren unitats familiars. En el 26,4% dels habitatges hi vivien persones soles el 8,2% de les quals corresponia a persones de 65 anys o més que vivien soles. El nombre mitjà de persones vivint en cada habitatge era de 2,33 i el nombre mitjà de persones que vivien en cada família era de 2,8.
Per edats la població es repartia de la següent manera: un 23,2% tenia menys de 18 anys, un 6,2% entre 18 i 24, un 27% entre 25 i 44, un 27,7% de 45 a 60 i un 15,9% 65 anys o més.
L'edat mediana era de 41 anys. Per cada 100 dones de 18 o més anys hi havia 92,9 homes.
La renda mediana per habitatge era de 40.040 $ i la renda mediana per família de 44.280 $. Els homes tenien una renda mediana de 41.198 $ mentre que les dones 27.076 $. La renda per capita de la població era de 21.204 $. Aproximadament el 6,7% de les famílies i el 9,4% de la població estaven per davall del llindar de pobresa.

## Poblacions més properes
El següent diagrama mostra les poblacions més properes.